# Gastungspflicht
Gastungspflicht bezeichnet die im Mittelalter bestehende Verpflichtung, durchreisenden Angehörigen des königlichen Hofes („Königsgastung“), der kirchlichen oder der Territorialherrschaft Unterkunft zu gewähren bzw. dem Anspruch auf diese, nämlich die Gastung, zu genügen. Gegenstück zur Gastungspflicht ist das Herbergsrecht. Die Begriffe Gastung bzw. Gastungspflicht sind enger als der Begriff servitium (Königsdienst), der auch andere Leistungen umfasst.

Die Gastungspflicht steht in engem Zusammenhang mit dem mittelalterlichen Reisekönigtum. Da die Herrscher in aller Regel nicht über eine feste Residenz verfügten, sondern die herrschaftlichen Angelegenheiten in wechselnden Pfalzen regelten, war es von großer Bedeutung, Unterkunft und Sicherheit der durchreisenden Herrschaft und ihres Gefolges zu gewährleisten. Sie betraf u. a. bischöfliche Einrichtungen, Klöster, Städte und Burgen. Das Verweigern der Gastungspflicht war ein schwer geahndetes Vergehen und wurde in der Zeit des Spätmittelalters von Städten und Landesherren zunehmend als Druckmittel gegenüber dem zusehends politisch schwächer werdenden Königtum eingesetzt. 
Die jüdische Bevölkerung war von der Gastungspflicht in aller Regel ausgenommen.